# Сражение при Эндирее
Сражение при Эндирее — сражение, произошедшее в 1722 году между силами Эндиреевского княжества и русским отрядом под командованием бригадира Ветерани.

## Предыстория
Взаимоотношения кумыкского Эндиреевского ханства и России были всегда непростыми. Русскими царями организовывались походы против Эндирея: в 1590 году (экспедиция Засекина), 1594 году (Поход Хворостинина в Дагестан, в 1604—1605 годах (Поход Бутурлина в Дагестан). Кумыки при Эндиреевском владетеле Султан-Муте разгромили русскую рать на Караманском поле в 1605 году. Эндиреевские владетели отвечали походами на русские остроги: в 1651 году и 1653 году в ходе Русско-персидского конфликта, в 1673 году совместное с шамхалом Будаем нападение на Терки. Накануне Персидского похода Петра I эндиреевцы и чеченцы совершили ответный набег на Терки. Русские войска, двигавшиеся на юг в июле 1722 года, получали прошения о принятии в подданство от окрестных дагестанских владетелей, но послов от Эндирея Петр I так и не дождался. В наказание император послал на Эндирей корпус под командованием Ветерани (3759 драгун и 400 казаков). Эндиреевцы также приготовились к обороне: женщины и дети были отосланы в горы, а город укреплен.

## Сражение
Ветерани должен был занять «Андреевскую деревню» (селение Эндери) и обеспечить высадку десанта в Аграханском заливе. К нему присоединились владельцы Большой Кабарды Эльмурза Черкасский (поручик русской службы, младший брат погибшего в Хиве А. Черкасского) и Малой Кабарды Асламбек Комметов. 23 июля на подступах к Эндирею владетели Айдемир и Чопан-шавкал Эндиреевский с 5 — 6 тысячами кумыков и чеченцев произвели сильное нападение на русских. Конница Ветерани понесла большие потери и начала отступать. 
Бутков в «Материалах по новой Истории Кавказа» пишет:

Когда Ветерани следовал ещё прямым путем от г. Терки к р. Койсу и сближаясь к Эндери вошёл в ущелье, то, 23 июля вдруг, нечаянно, с высоких мест, из лесу, встретили его неприятели, коих было от 5 до 6 т. Эндерийцов и Чеченцов, стрелами и пулями, так жестоко, что несколько из российских войск было побито. Ветерани, вместо того, чтоб вдруг устремиться на деревню, долго медлил в ущелье и думал противиться неприятелю, у коего вся сила была скрыта
Петр сначала получил известие о победе и написал в Астрахань, как его драгуны «провианта довольно достали, а хозяевам для веселья деревню их фейерверком зделали», но после сообщения о потерях радость сменилась досадой

## Последствия
После на Эндирей с большим войском был отправлен полковник Наумов, который «бросился на Андрееву деревню, овладел ею и превратил в пепел» . В следующем году княжество по повелению Петра I разоряется калмыками. После разгрома 1722—1723 года Эндиреевское княжество, бывшее до этого сильнейшей политической единицей в регионе, приходит в упадок. Разорение давнего союзника кумыков Крымского ханства в ходе русско-турецкой войны 1735—1739 годов усилило влияние России в регионе.